# رفعت النمر
رفعت النمر (أبو رامي؛ 1918 - 2007) ويلقب شيخ المصرفين العرب، هو رجل أعمال وسياسي فلسطيني، ولد في مدينة نابلس، وأنهى المرحلة الثانوية من كلية النجاح ليلتحق بعدها بجامعة فؤاد الأول ليحصل على بكالوريوس الإقتصاد عام 1942 وانتخب خلال دراسته رئيسًا لأول اتحاد للطلاب العرب في القاهرة. شغل منصب عضو في المجلس الوطني الفلسطيني خلال الأعوام 1964و1993، ونائب رئيس الصندوق القومي الفلسطيني.

## سيرته
اعتقل رفعت صدقي النمر من قبل سلطات الإنتداب البريطاني بسبب مشاركته في المنظمات السرية المسلحة ضد العصابات الصهيونية «الحركة العربية السرية»، وهذه المنظمة تأسست في كلية النجاح الوطنية بجهود فريد زين الدين "مدير الكلية في تلك الفترة" وانضمت لطلائع القوميين العرب، وعُقد اجتماع مشترك بينهم في حيفا عام 1937. وكان أصغر سجين سياسي في سجن نابلس ثم سجن صرفند، وهناك تعرف على أكرم زعيتر وعبد الحميد شومان. وانتخب النمر لرئاسة المؤتمر الطلابي العام الذي انعقد في دار العلوم الإسلامية بمدينة يافا وقد حضر المؤتمر وفود من اللجان الطلابية من جميع مدن فلسطين.
وقد ظل النمر مرتبطاً بطلائع القوميين العرب الذين أسهموا في المشروع النهضوي في الثلاثينيات، وأصبح عضو قيادي في الحركة وصديقاً للمؤسسين إلى أن تحولت هذه الحركة إلى الجبهة الشعبية لتحرير فلسطين التي تبنت الفكر الماركسي.
كان مساهم وداعم مالي كبير لصندوق الطلاب الفلسطينيين والصندوق الخيري لأهالي عكا لمساعدة الشباب الفلسطيني والعربي لمتابعة دراستهم. وكان عميد التجمع الرباعي غير الرسمي مع أحمد اليماني ود.صلاح الدباغ، ود.أنيس الصايغ، الذي أصبح ممثلًا للتجمع الفلسطيني في لبنان بعد عام 1982، فكان هذا التجمع يساهم في مساعدة اللاجئين الفلسطينيين، وأنشئوا صندوق للتنمية الإجتماعية بين الفلسطينيين في لبنان.
توفي في العاصمة اللبنانية بيروت في 11 يناير 2007. وبعد وفاته أنشئ ابنه رامي «دار النمر للفن والثقافة».
صدر في عام 2008 كتابٌ أنيس صايغ تحت عنوان «أوراق فلسطينية وعربية: تكريمًا لرفعت صدقي النمر في الذكرى الأولى لرحيله» عن الدار العربية للعلوم ناشرون. (ردمك 9789953872872)

## حياته المهنية
بعد خروجه من السجن لم يحصل على عمل لعدة سنوات لأن الإدارات الحكومية التابعة للإنتداب رفضت توظيفه بسبب سجله السياسي. والتقى بعدها مع عبد الحميد شومان وعرض عليه أن يشغل منصب مدير لفرع البنك العربي في غزة. ونُقل بعدها لفرع البنك في بغداد ثم انتقل للعمل للمساهمة في تأسيس بنك الرياض في السعودية وشغل منصب مساعد المدير العام ومدير إقليمي. وبسبب الخلاف بين السعودية ومصر في زمن جمال عبد الناصر وتأييده لعبد الناصر في مسألة اليمن انتقل للعمل في لبنان وأسس بنك الإتحاد العربي مع مجموعة ممولين، وبعد فترة وجيزة باع حصته في البنك وأسس بنكه الخاص بنك بيروت للتجارة وترأس إدارته خلال الفترة (1972-1997)، حتى دُمج في بنك بيبلوس، وفي عام 2000 قرر النمر التقاعد نهائياً واتجه إلى متابعة الأعمال الخيرية والاجتماعية. كما كان عضوًا في العديد من الصناديق والمؤسسات:
- عضو في مجلس إدارة ومحافظ فلسطين في المصرف العربي للتنمية الإقتصادية في أفريقيا خلال الأعوام 1975و1993.
- عضو في الصندوق العربي للمعونة الفنية للدول الإفريقية خلال الفترة 1975-1998.
- عضو في المجلس التأسيسي ومحافظ فلسطين في البنك الإسلامي للتنمية بين عامي 1977 و1978.
- عضو في المجلس الوطني الفلسطيني خلال الفترة 1964 و1993.
- نائب لرئيس الصندوق القومي الفلسطيني، والقائم بأعمال الصندوق.
- عضو في مجلس أمناء المنتدى القومي العربي.
- عضو الأمانة العامة في المؤتمر العربي.
- عضو في المؤتمر القومي الإسلامي.
- عضو في مجلس أمناء المؤتمر الدائم لمناهضة الغزو الثقافي الصهيوني.
- عضو في مجلس أمناء مؤسسة القدس.
- رئيس للجنة مساندة الدعوى التي أقيمت ضد شارون في المحاكم البلجيكية.
- كما شغل عضوية عدد من الجمعيات منها: دار الندوة، والنادي الثقافي العربي والمؤتمر القومي الإسلامي، وصندوق العون القانوني للفلسطينيين.

## مؤلفاته
ألف رفعت النمر ثلاثة كتب وهي:
- «في المصارف والاقتصاد، مقالات ومقابلات ج1»، صدر عن الدار العربية للعلوم ناشرون عام 2000.
- «في المصارف والاقتصاد، كلمات ورسائل ومراجعات ج2»، صدر عن الدار العربية للعلوم ناشرون عام 2000.
- «صفحات من حياتي: في السياسة والثقافة بين الناس»، والذي صدر عن دار العلم للملايين في بيروت عام 2002. (ردمك 9789953993218)

كما شارك في تأليف كتاب «بيروت في المرحلة العثمانية» مع حسان حلاق وصالح لمعي مصطفى وحسن زعرور وحنان قرقوطي، وكان قد صدار عام 1994. وأيضًا شارك في كتاب «لبنان في محافظاته» والذي صدر عام 1995.